# Сезон «Атлетік» (Більбао) 2017—2018
Сезон «Атлетік» (Більбао) 2017–18 — 119-й в історії баскської команди. Вважається найневдалішим для команди за всю її історію: команда вилетіла на першому ж кваліфікаційному раунді Кубка дельРей, в першості Ла-Ліги,  теліпалися в хвості турнірної таблиці, в підсумку опинилися за крок до вибуття із неї. Єдиною розрадою стала участь в Лізі Європи, де команда зупинилася за крок до чвертьфіналів.

## Підсумки сезону
Для команди «Атлетік» (Більбао) сезон 2017-18 років виявився невтішним, ба більше - провальним. Команда показала найгірший турнірний результат за всю свою історію в першостях Іспанії. Окрім того вони вибули ще на початкових стадіях в Кубку Іспанії. Такі результати спричинили до відставки головного тренера команди та низки дисциплінарних нововведень.

### Загальна
| Турнір        | Перший матч    | Останній матч     | Перший раунд | Підсумкове місце | Результати | Результати | Результати | Результати | Результати | Результати | Результати | Результати |
| Турнір        | Перший матч    | Останній матч     | Перший раунд | Підсумкове місце | І          | В          | Н          | П          | ГЗ         | ГП         | РГ         | В %        |
| ------------- | -------------- | ----------------- | ------------ | ---------------- | ---------- | ---------- | ---------- | ---------- | ---------- | ---------- | ---------- | ---------- |
| Ла-Ліга       | 20 серпня 2017 | 20 травня 2018    | -            | 16               | 38         | 10         | 13         | 15         | 41         | 49         | −8         | 26,32      |
| Ліга Європи   | 27 липня 2017  | 15 березня 2018   | 1/16         | 1/16             | 14         | 7          | 3          | 4          | 22         | 16         | +6         | 50,00      |
| Кубок Іспанії | 25 жовтня 2017 | 29 листопада 2017 | 1/32         | 1/32             | 2          | 0          | 1          | 1          | 1          | 2          | −1         | 00.00      |
| Всього        | Всього         | Всього            | Всього       | Всього           | 54         | 17         | 17         | 20         | 64         | 67         | —          | 31,48      |

Джерело: Підсумки сезону

### Ла-Ліга
Розпочавши сезон 20 серпня 2017 року на «Сен-Мамесі», команду лихоманило впродовж сезону, а наприкінці весни колектив взагалі розбалансувався (далися взнаки емоційні ігри на євро-арені). Тож тільки ще гірші результати невдах першості - дозволили баскам зберегти прописку в Ла-Лізі.

#### Ла-Ліга (турнірна таблиця)
Найгірший турнірний результат в історії клубу дався баскам, завдяки їхній розбалансованій грі та суперечностями в стані команди Деякі конфлікти вийшли в публічну площину. Навіть в порівнянні з Леганесом, який опинився на позначці нижче, їх показники були гіршими, але тільки порівняння в очних зустрічах виявилися на користь басків (і саме ця ознака нещодавно стала визначальною у випадку рівності очок в Ла Лізі). Завдяки домашньої перемоги 2:0 і поразки з меншим результатом (1:0) біскайці випередили зелених новачків зі столичного округу.
| М   | Команда            | І  | В  | Н  | П  | МЗ | МП | РМ  | О  |
| --- | ------------------ | -- | -- | -- | -- | -- | -- | --- | -- |
| 14. | «Депортіво Алавес» | 38 | 15 | 2  | 21 | 40 | 50 | −10 | 47 |
| 15. | «Леванте»          | 38 | 11 | 13 | 14 | 44 | 58 | −14 | 46 |
| 16. | «Атлетік»          | 38 | 10 | 13 | 15 | 41 | 49 | −8  | 43 |
| 17. | «Леганес»          | 38 | 12 | 7  | 19 | 34 | 51 | −17 | 43 |
| 18. | «Депортіво»        | 38 | 6  | 11 | 21 | 38 | 76 | −38 | 29 |

#### Ла-Ліга (результати ігор)
| Тур | Господарі           | Гості               | Результат |
| --- | ------------------- | ------------------- | --------- |
| 1   | «Атлетік» (Більбао) | «Хетафе»            | 0 - 0     |
| 2   | «Ейбар»             | «Атлетік» (Більбао) | 0 - 1     |
| 3   | «Атлетік» (Більбао) | «Жирона»            | 2 - 0     |
| 4   | «Лас-Пальмас»       | «Атлетік» (Більбао) | 1 - 0     |
| 5   | «Атлетік» (Більбао) | «Атлетіко»          | 1 - 2     |
| 6   | «Малага»            | «Атлетік» (Більбао) | 3 - 3     |
| 7   | «Валенсія»          | «Атлетік» (Більбао) | 3 - 2     |
| 8   | «Атлетік» (Більбао) | Севілья             | 1 - 0     |
| 9   | «Леганес»           | «Атлетік» (Більбао) | 1 - 0     |
| 10  | «Атлетік» (Більбао) | «Барселона»         | 0 - 2     |
| 11  | «Сельта Віго»       | «Атлетік» (Більбао) | 3 - 1     |
| 12  | «Атлетік» (Більбао) | «Вільярреал»        | 1 - 1     |
| 13  | «Депортіво»         | «Атлетік» (Більбао) | 2 - 2     |
| 14  | «Атлетік» (Більбао) | «Реал Мадрід»       | 0 - 0     |
| 15  | «Леванте»           | «Атлетік» (Більбао) | 1 - 2     |
| 16  | «Атлетік» (Більбао) | «Реал Сосьєдад»     | 0 - 0     |
| 17  | «Бетіс»             | «Атлетік» (Більбао) | 0 - 2     |
| 18  | «Атлетік» (Більбао) | «Депортіво Алавес»  | 2 - 0     |
| 19  | «Еспаньйол»         | «Атлетік» (Більбао) | 1 - 1     |
| 20  | «Хетафе»            | «Атлетік» (Більбао) | 2 - 2     |
| 21  | «Атлетік» (Більбао) | «Ейбар»             | 1 - 1     |
| 22  | «Жирона»            | «Атлетік» (Більбао) | 2 - 0     |
| 23  | «Атлетік» (Більбао) | «Лас-Пальмас»       | 0 - 0     |
| 24  | «Атлетіко»          | «Атлетік» (Більбао) | 2 - 0     |
| 25  | «Атлетік» (Більбао) | «Малага»            | 2 - 1     |
| 26  | «Атлетік» (Більбао) | «Валенсія»          | 1 - 1     |
| 27  | «Севілья»           | «Атлетік» (Більбао) | 2 - 0     |
| 28  | «Атлетік» (Більбао) | «Леганес»           | 2 - 0     |
| 29  | «Барселона»         | «Атлетік» (Більбао) | 2 - 0     |
| 30  | «Атлетік» (Більбао) | «Сельта Віго»       | 1 - 1     |
| 31  | «Вільярреал»        | «Атлетік» (Більбао) | 1 - 3     |
| 32  | «Атлетік» (Більбао) | «Депортіво»         | 2 - 3     |
| 33  | «Реал Мадрид»       | «Атлетік» (Більбао) | 1 - 1     |
| 34  | «Атлетік» (Більбао) | «Леванте»           | 1 - 3     |
| 35  | «Реал Сосьєдад»     | «Атлетік» (Більбао) | 3 - 1     |
| 36  | «Атлетік» (Більбао) | «Бетіс»             | 2 - 0     |
| 37  | «Алавес»            | «Атлетік» (Більбао) | 3 - 1     |
| 38  | «Атлетік» (Більбао) | «Еспаньйол»         | 0 - 1     |

#### Ігри на виїзді та вдома
| Загалом | Загалом | Загалом | Загалом | Загалом | Загалом | Загалом | Загалом | Вдома | Вдома | Вдома | Вдома | Вдома | Вдома | На виїзді | На виїзді | На виїзді | На виїзді | На виїзді | На виїзді |
| І       | В       | Н       | П       | ГЗ      | ГП      | РГ      | О       | В     | Н     | П     | ГЗ    | ГП    | РГ    | В         | Н         | П         | ГЗ        | ГП        | РГ        |
| ------- | ------- | ------- | ------- | ------- | ------- | ------- | ------- | ----- | ----- | ----- | ----- | ----- | ----- | --------- | --------- | --------- | --------- | --------- | --------- |
| 38      | 10      | 13      | 15      | 41      | 49      | −8      | 43      | 6     | 8     | 5     | 19    | 16    | +3    | 4         | 5         | 10        | 22        | 33        | −11       |

Тур за туром
| Round     | 1  | 2  | 3 | 4 | 5  | 6  | 7  | 8  | 9  | 10 | 11 | 12 | 13 | 14 | 15 | 16 | 17 | 18 | 19 | 20 | 21 | 22 | 23 | 24 | 25 | 26 | 27 | 28 | 29 | 30 | 31 | 32 | 33 | 34 | 35 | 36 | 37 | 38 |
| --------- | -- | -- | - | - | -- | -- | -- | -- | -- | -- | -- | -- | -- | -- | -- | -- | -- | -- | -- | -- | -- | -- | -- | -- | -- | -- | -- | -- | -- | -- | -- | -- | -- | -- | -- | -- | -- | -- |
| Поле      | Д  | Г  | H | Г | H  | Г  | Г  | H  | Г  | H  | Г  | H  | Г  | H  | Г  | H  | Г  | H  | Г  | Г  | H  | Г  | H  | Г  | H  | H  | Г  | H  | Г  | H  | Г  | H  | Г  | H  | Г  | H  | Г  | H  |
| Результат | D  | W  | W | L | L  | D  | L  | W  | L  | L  | L  | D  | D  | D  | W  | D  | W  | W  | D  | D  | D  | L  | D  | L  | W  | D  | L  | W  | L  | D  | W  | L  | D  | L  | L  | W  | L  | L  |
| Місце     | 12 | 10 | 4 | 6 | 10 | 11 | 13 | 11 | 11 | 15 | 15 | 15 | 16 | 16 | 14 | 14 | 12 | 8  | 12 | 12 | 12 | 13 | 13 | 14 | 12 | 12 | 14 | 12 | 13 | 12 | 12 | 13 | 13 | 14 | 14 | 14 | 16 | 16 |

### Копа дель Рей
Перша ж кваліфікація в Кубку Іспанії для команди виявилася фіаско.
| Раунд       | Господарі                             | Гості                                 | Результат |
| ----------- | ------------------------------------- | ------------------------------------- | --------- |
| 1/16 фіналу | «Сосьєдад Форментера» (SD Formentera) | Атлетік (Більбао)                     | 1 - 1     |
| 1/16 фіналу | Атлетік (Більбао)                     | «Сосьєдад Форментера» (SD Formentera) | 0 - 1     |

### Ліга Європи УЄФА
| Господарі         | Загальний результат | Гості             | Перша гра | Друга гра |
| ----------------- | ------------------- | ----------------- | --------- | --------- |
| Попередній раунд  |                     |                   |           |           |
| Динамо (Бухарест) | 1:4                 | Атлетік (Більбао) | 1 - 1     | 0 - 3     |
| Плей-оф           |                     |                   |           |           |
| Панатінаїкос      | 2:4                 | Атлетік (Більбао) | 2 - 3     | 0 - 1     |
| Груповий раунд    |                     |                   |           |           |
| Герта             | -                   | Атлетік (Більбао) | 0 - 0     | 2 - 3     |
| Атлетік (Більбао) | -                   | Зоря              | 0 - 1     | 0 - 2     |
| Естерсунд         | -                   | Атлетік (Більбао) | 2 - 2     | 0 - 1     |
| 1\16 фіналу       |                     |                   |           |           |
| Спартак           | 3:4                 | Атлетік (Більбао) | 1 - 3     | 2 - 1     |
| 1\8 фіналу        |                     |                   |           |           |
| Олімпік           | 5:2                 | Атлетік (Більбао) | 3 - 1     | 2 - 1     |
|                   |                     |                   |           |           |

## Трансфери
Очільники клубу і в сезоні 2017-18 років, не зрадили своїм звичкам: команда й далі притримувалася жорсткого принципу кантери. Всі гравці команди баски. Єдине, що в зимове міжсезоння було підписано контракт із молодим талановитим гравцем, який ще в дитинстві приїхав на узбережжя Біскаю й пройшов всі щабелі дитячо-юнацької школи-кантери клубу. Ним виявився румун за походженням Крістіан Ґаня.
Загадлом, якщо поглянути на результати трансферів,щодо приходу в команду та відходу - проглядається очевидна тенденція: сильніші гравці відбуваютьу відомі клуби Європи, а в команду приходять молоді й амбітні гравці з метою проявити себе й добитися успіху в своїй рідній, баскській команді.
Загалом, всі хто прийшов до команди - повернулися з оренди, колишні випускники кантери клубу. Лише одного гравця було придбано - Іньїго Мартінеса, в одвічних сусідів з Сосьєдада.
Прийшли в команду
| Дата           | Гравець                 | Країна         | Звідки прийшов       |
| -------------- | ----------------------- | -------------- | -------------------- |
| 30 червня 2017 | Агер Акече              | Кадіс          | Повернулися з оренди |
| 30 червня 2017 | Оскар Жиль              | Ов'єдо         | Повернулися з оренди |
| 30 червня 2017 | Яго Еррерін             | Леганес        | Повернулися з оренди |
| 30 червня 2017 | Енріке Сола             | Нумансія       | Повернулися з оренди |
| 30 червня 2017 | Асьєр Віллалібре Моліна | Нумансія       | Повернулися з оренди |
| 30 червня 2017 | Мікель Везга            | Спортінг Хіхон | Повернулися з оренди |
| 30 січня 2018  | Іньїго Мартінес         | Реал Сосьєдад  | €32M                 |

Як в літню так і в зимову трансферну кампанію з команди йшло по 4 гравця. Більшість було відпущено вільними агентами,клька віддали в оренди. Але найгучнішим став перехід Емеріка Ляпорта в «Манчестер Сіті».
Пішли з команди
| Дата           | Гравець                 | Куди пішов             | Умови           |
| -------------- | ----------------------- | ---------------------- | --------------- |
| 14 червня 2017 | Горка Іраїсос           | Жирона                 | Вільним агентом |
| 30 червня 2017 | Ґорка Елустондо         | Атлетіко Насіональ     | Вільним агентом |
| 24 липня 2017  | Хав'єр Ерасо            | Леганес                | Вільним агентом |
| 18 серпня 2017 | Асьєр Віллалібре Моліна | Реал Вальядолід        | Оренда          |
| 20 січня 2018  | Енеко Боведа            | Депортіво (Ла-Корунья) | Вільним агентом |
| 30 січня 2018  | Емерік Ляпорт           | Манчестер Сіті         | €65M            |
| 31 січня 2018  | Асьєр Віллалібре Моліна | Лорка                  | Оренда          |
| 16 лютого 2018 | Агер Акече              | Торонто                | Вільним агентом |

Крім того, на початку сезону до команди було переведено кілька гравців молодіжного складу з кантери клубу, задля набуття ними ігрового та командного досвіду. Декому з них вдалося провести по одному матчу за свою команду.
| №  | Поз. | Нац.    | Гравець        |
| -- | ---- | ------- | -------------- |
| 26 | ВР   | Іспанія | Унаї Сімон     |
| 28 | ПЗ   | Іспанія | Іньїго Кордоба |
| 30 | ЗХ   | Іспанія | Унаї Нуньєс    |
| 34 | ЗХ   | Іспанія | Андоні Лопес   |
| 40 | ПЗ   | Іспанія | Іньїго Муньос  |

## Статистистика особистих досягнень

### Статистика (по гравцях)
| S                                                   | Поз. | Кра.    | Гравець                           | Ігри в Лізі | Ігри в Лізі | Ігри в Лізі | Ігри в Лізі | Ігри в Кубку | Ігри в Кубку | Ігри в Кубку | Ігри в Кубку | На євро-арені | На євро-арені | На євро-арені | На євро-арені | Загалом | Загалом | Загалом | Загалом |
| S                                                   | Поз. | Кра.    | Гравець                           | A           | S           | G           | M           | A            | S            | G            | M            | A             | S             | G             | M             | A       | S       | G       | M       |
| --------------------------------------------------- | ---- | ------- | --------------------------------- | ----------- | ----------- | ----------- | ----------- | ------------ | ------------ | ------------ | ------------ | ------------- | ------------- | ------------- | ------------- | ------- | ------- | ------- | ------- |
| 1                                                   | ВР   | Іспанія | Кепа Аррісабалага                 | 30          | 0           | 0           | 2700        | 1            | 0            | 0            | 90           | 0             | 0             | 0             | 0             | 31      | 0       | 0       | 2790    |
| 3                                                   | ЗХ   | Іспанія | Енрік Саборіт                     | 16          | 3           | 0           | 1429        | 2            | 0            | 0            | 180          | 2             | 0             | 0             | 155           | 20      | 3       | 0       | 1764    |
| 4                                                   | ЗХ   | Іспанія | Іньїго Мартінес                   | 16          | 0           | 0           | 1440        | 0            | 0            | 0            | 0            | 0             | 0             | 0             | 0             | 16      | 0       | 0       | 1440    |
| 5                                                   | ЗХ   | Іспанія | Єрай Альварес                     | 7           | 1           | 0           | 675         | 0            | 0            | 0            | 0            | 4             | 0             | 0             | 314           | 11      | 1       | 0       | 989     |
| 6                                                   | ЗХ   | Іспанія | Мікель Сан Хосе                   | 24          | 2           | 1           | 2156        | 1            | 0            | 0            | 90           | 7             | 4             | 0             | 649           | 32      | 6       | 1       | 2895    |
| 7                                                   | ПЗ   | Іспанія | Беньят Ечебаррія                  | 12          | 12          | 0           | 1115        | 1            | 0            | 0            | 90           | 7             | 1             | 0             | 571           | 20      | 13      | 0       | 1776    |
| 8                                                   | ПЗ   | Іспанія | Андер Ітурраспе (віце-капітан)    | 20          | 10          | 0           | 1903        | 0            | 1            | 0            | 16           | 5             | 2             | 0             | 529           | 25      | 13      | 0       | 2448    |
| 9                                                   | НП   | Іспанія | Енріке Сола                       | 0           | 0           | 0           | 0           | 1            | 0            | 0            | 62           | 0             | 0             | 0             | 0             | 1       | 0       | 0       | 62      |
| 10                                                  | НП   | Іспанія | Ікер Муньяїн (віце-капітан)       | 7           | 7           | 4           | 775         | 0            | 0            | 0            | 0            | 6             | 0             | 1             | 523           | 13      | 7       | 5       | 1298    |
| 11                                                  | НП   | Іспанія | Іньякі Вільямс                    | 31          | 7           | 7           | 2851        | 1            | 0            | 0            | 90           | 9             | 4             | 3             | 863           | 41      | 11      | 10      | 3804    |
| 13                                                  | ВР   | Іспанія | Яго Еррерін                       | 8           | 0           | 0           | 720         | 1            | 0            | 0            | 90           | 14            | 0             | 0             | 1260          | 23      | 0       | 0       | 2070    |
| 14                                                  | ПЗ   | Іспанія | Маркель Сусаета (капітан команди) | 26          | 8           | 3           | 2268        | 1            | 0            | 0            | 90           | 8             | 5             | 0             | 772           | 35      | 13      | 3       | 3130    |
| 15                                                  | ЗХ   | Іспанія | Іньїго Лекуе                      | 22          | 10          | 0           | 2104        | 2            | 0            | 0            | 180          | 10            | 2             | 0             | 911           | 34      | 12      | 0       | 3195    |
| 16                                                  | ЗХ   | Іспанія | Хав'єр Ечеїта                     | 5           | 0           | 1           | 377         | 2            | 0            | 0            | 180          | 12            | 0             | 1             | 1046          | 19      | 0       | 2       | 1603    |
| 17                                                  | ПЗ   | Іспанія | Мікель Ріко                       | 13          | 4           | 0           | 1170        | 0            | 0            | 0            | 0            | 5             | 3             | 0             | 389           | 18      | 7       | 0       | 1559    |
| 18                                                  | ПЗ   | Іспанія | Оскар де Маркос                   | 20          | 1           | 1           | 1663        | 0            | 0            | 0            | 0            | 7             | 0             | 1             | 630           | 27      | 1       | 2       | 2293    |
| 19                                                  | НП   | Іспанія | Сабін Меріно                      | 5           | 8           | 0           | 371         | 2            | 0            | 0            | 155          | 0             | 3             | 0             | 9             | 7       | 11      | 0       | 535     |
| 20                                                  | НП   | Іспанія | Аріц Адуріс                       | 21          | 12          | 9           | 2149        | 0            | 1            | 0            | 25           | 13            | 1             | 11            | 1159          | 34      | 14      | 20      | 3333    |
| 21                                                  | ПЗ   | Іспанія | Мікель Везга                      | 11          | 1           | 1           | 807         | 2            | 0            | 0            | 164          | 5             | 2             | 0             | 460           | 18      | 3       | 1       | 1431    |
| 22                                                  | ПЗ   | Іспанія | Рауль Гарсія                      | 30          | 4           | 10          | 2637        | 0            | 2            | 1            | 37           | 10            | 2             | 3             | 889           | 40      | 8       | 14      | 3563    |
| 24                                                  | ЗХ   | Іспанія | Мікель Баленсіага                 | 18          | 0           | 0           | 1554        | 0            | 0            | 0            | 0            | 10            | 0             | 0             | 835           | 28      | 0       | 0       | 2389    |
| 28                                                  | ПЗ   | Іспанія | Іньїго Кордоба                    | 18          | 12          | 1           | 1457        | 1            | 0            | 0            | 90           | 6             | 4             | 0             | 552           | 25      | 16      | 1       | 2099    |
| 29                                                  | ЗХ   | Іспанія | Оскар Жиль                        | 0           | 0           | 0           | 0           | 1            | 0            | 0            | 90           | 0             | 0             | 0             | 0             | 1       | 0       | 0       | 90      |
| 30                                                  | ЗХ   | Іспанія | Унаї Нуньєс                       | 33          | 0           | 1           | 2942        | 0            | 0            | 0            | 0            | 2             | 1             | 0             | 225           | 34      | 1       | 1       | 3167    |
| 34                                                  | ЗХ   | Іспанія | Андоні Лопес                      | 1           | 0           | 0           | 90          | 0            | 0            | 0            | 0            | 0             | 0             | 0             | 0             | 1       | 0       | 0       | 90      |
| 40                                                  | ПЗ   | Іспанія | Іньїго Муньос                     | 0           | 0           | 0           | 0           | 0            | 1            | 0            | 16           | 0             | 0             | 0             | 0             | 0       | 1       | 0       | 16      |
| Гравці, які покинули клуб в зимове трансферне вікно |      |         |                                   |             |             |             |             |              |              |              |              |               |               |               |               |         |         |         |         |
| 2                                                   | ЗХ   | Іспанія | Енеко Боведа                      | 6           | 0           | 0           | 523         | 0            | 0            | 0            | 0            | 1             | 1             | 0             | 134           | 7       | 1       | 0       | 657     |
| 4                                                   | ЗХ   | Франція | Емерік Ляпорт                     | 19          | 0           | 0           | 1710        | 1            | 0            | 0            | 90           | 10            | 0             | 1             | 900           | 30      | 0       | 1       | 2700    |
| 23                                                  | ПЗ   | Іспанія | Агер Акече                        | 0           | 3           | 0           | 34          | 2            | 0            | 0            | 155          | 1             | 6             | 0             | 74            | 3       | 9       | 0       | 263     |

### Статистика дисциплінарних санкцій
| №                                                   | Поз. | Кра.    | Гравець           | В Лізі | В Лізі | В Лізі  | В Кубку           | В Кубку | В Кубку | В Євро-Кубку | В Євро-Кубку | В Євро-Кубку | Загалом | Загалом | Загалом |   |   |   |   |
| --------------------------------------------------- | ---- | ------- | ----------------- | ------ | ------ | ------- | ----------------- | ------- | ------- | ------------ | ------------ | ------------ | ------- | ------- | ------- | - | - | - | - |
| №                                                   | Поз. | Кра.    | Гравець           | 1      | ВР     | Іспанія | Кепа Аррісабалага | 3       | 0       | 0            | 0            | 0            | 0       | 0       | 0       | 0 | 3 | 0 | 0 |
| 3                                                   | ЗХ   | Іспанія | Енрік Саборіт     | 5      | 0      | 0       | 0                 | 0       | 0       | 0            | 0            | 0            | 5       | 0       | 0       |   |   |   |   |
| 4                                                   | ЗХ   | Іспанія | Іньїго Мартінес   | 5      | 0      | 0       | 0                 | 0       | 0       | 0            | 0            | 0            | 5       | 0       | 0       |   |   |   |   |
| 5                                                   | ЗХ   | Іспанія | Єрай Альварес     | 2      | 0      | 0       | 0                 | 0       | 0       | 0            | 0            | 0            | 2       | 0       | 0       |   |   |   |   |
| 6                                                   | ЗХ   | Іспанія | Мікель Сан Хосе   | 5      | 0      | 0       | 0                 | 0       | 0       | 4            | 0            | 0            | 9       | 0       | 0       |   |   |   |   |
| 7                                                   | ПЗ   | Іспанія | Беньят Ечебаррія  | 3      | 0      | 0       | 0                 | 0       | 0       | 1            | 0            | 0            | 4       | 0       | 0       |   |   |   |   |
| 8                                                   | ПЗ   | Іспанія | Андер Ітурраспе   | 7      | 0      | 0       | 0                 | 0       | 0       | 0            | 0            | 0            | 7       | 0       | 0       |   |   |   |   |
| 9                                                   | НП   | Іспанія | Енріке Сола       | 0      | 0      | 0       | 0                 | 0       | 0       | 0            | 0            | 0            | 0       | 0       | 0       |   |   |   |   |
| 10                                                  | НП   | Іспанія | Ікер Муньяїн      | 1      | 0      | 0       | 0                 | 0       | 0       | 1            | 0            | 0            | 2       | 0       | 0       |   |   |   |   |
| 11                                                  | НП   | Іспанія | Іньякі Вільямс    | 2      | 0      | 0       | 0                 | 0       | 0       | 1            | 0            | 0            | 3       | 0       | 0       |   |   |   |   |
| 13                                                  | ВР   | Іспанія | Яго Еррерін       | 0      | 0      | 0       | 0                 | 0       | 0       | 0            | 0            | 0            | 0       | 0       | 0       |   |   |   |   |
| 14                                                  | ПЗ   | Іспанія | Маркель Сусаета   | 2      | 0      | 0       | 0                 | 0       | 0       | 2            | 0            | 0            | 4       | 0       | 0       |   |   |   |   |
| 15                                                  | ЗХ   | Іспанія | Іньїго Лекуе      | 3      | 0      | 0       | 0                 | 0       | 0       | 2            | 0            | 0            | 5       | 0       | 0       |   |   |   |   |
| 16                                                  | ЗХ   | Іспанія | Хав'єр Ечеїта     | 2      | 0      | 0       | 1                 | 0       | 0       | 2            | 0            | 0            | 5       | 0       | 0       |   |   |   |   |
| 17                                                  | ПЗ   | Іспанія | Мікель Ріко       | 2      | 0      | 0       | 0                 | 0       | 0       | 0            | 0            | 0            | 2       | 0       | 0       |   |   |   |   |
| 18                                                  | ПЗ   | Іспанія | Оскар де Маркос   | 5      | 0      | 0       | 0                 | 0       | 0       | 0            | 0            | 0            | 5       | 0       | 0       |   |   |   |   |
| 19                                                  | НП   | Іспанія | Сабін Меріно      | 1      | 0      | 0       | 0                 | 0       | 0       | 0            | 0            | 0            | 1       | 0       | 0       |   |   |   |   |
| 20                                                  | НП   | Іспанія | Аріц Адуріс       | 5      | 0      | 0       | 0                 | 0       | 0       | 1            | 1            | 0            | 6       | 1       | 0       |   |   |   |   |
| 21                                                  | ПЗ   | Іспанія | Мікель Везга      | 6      | 0      | 0       | 0                 | 0       | 0       | 1            | 0            | 0            | 7       | 0       | 0       |   |   |   |   |
| 22                                                  | ПЗ   | Іспанія | Рауль Гарсія      | 10     | 0      | 0       | 0                 | 0       | 0       | 3            | 0            | 0            | 13      | 0       | 0       |   |   |   |   |
| 24                                                  | ЗХ   | Іспанія | Мікель Баленсіага | 1      | 0      | 0       | 0                 | 0       | 0       | 1            | 0            | 0            | 2       | 0       | 0       |   |   |   |   |
| 28                                                  | ПЗ   | Іспанія | Іньїго Кордоба    | 3      | 0      | 0       | 0                 | 0       | 0       | 1            | 0            | 0            | 4       | 0       | 0       |   |   |   |   |
| 29                                                  | ЗХ   | Іспанія | Оскар Жиль        | 0      | 0      | 0       | 0                 | 0       | 0       | 0            | 0            | 0            | 0       | 0       | 0       |   |   |   |   |
| 30                                                  | ЗХ   | Іспанія | Унаї Нуньєс       | 11     | 0      | 0       | 0                 | 0       | 0       | 1            | 1            | 0            | 12      | 1       | 0       |   |   |   |   |
| 34                                                  | ЗХ   | Іспанія | Андоні Лопес      | 0      | 0      | 0       | 0                 | 0       | 0       | 0            | 0            | 0            | 0       | 0       | 0       |   |   |   |   |
| 40                                                  | ПЗ   | Іспанія | Іньїго Муньос     | 0      | 0      | 0       | 0                 | 0       | 0       | 0            | 0            | 0            | 0       | 0       | 0       |   |   |   |   |
| Гравці, які покинули клуб в зимове трансферне вікно |      |         |                   |        |        |         |                   |         |         |              |              |              |         |         |         |   |   |   |   |
| 2                                                   | ЗХ   | Іспанія | Енеко Боведа      | 1      | 0      | 0       | 0                 | 0       | 0       | 0            | 0            | 0            | 1       | 0       | 0       |   |   |   |   |
| 4                                                   | ЗХ   | Франція | Емерік Ляпорт     | 5      | 0      | 0       | 0                 | 0       | 0       | 1            | 0            | 0            | 6       | 0       | 0       |   |   |   |   |
| 23                                                  | ПЗ   | Іспанія | Агер Акече        | 1      | 0      | 0       | 0                 | 0       | 0       | 0            | 0            | 0            | 1       | 0       | 0       |   |   |   |   |

## Командо-клубний штат
Прийнявши команду, головний тренер залишив більшість адміністративно-тренерського складу. Лише в колі осбистих помічників відбулися незначні зміни. Загалом, посадова розкладка на сезон 2017—18, виглядає таким чином:
| Посада                           | Прізвище                                                  |
| -------------------------------- | --------------------------------------------------------- |
| Головний тренер                  | Хосе Анхель Сіганда                                       |
| Асистент тренера                 | Бінген Аростегі                                           |
| Тренер по техніці                | Альберто Іглесіас                                         |
| Тренер фізичної складової        | Ібан Уркіса                                               |
| Керівник відновлювальної терапії | Хабіер Клементе                                           |
| Тренер Воротарів                 | Іманол Ечеберія                                           |
| Representative                   | Андоні Імас                                               |
| Лікар                            | Джозен Лекуе , Пако Ангуло                                |
| Масажист                         | Хуан Мвнєль Іінья                                         |
| Фізіотерапевт                    | Бенат Азула, Ісуско Ортузар, Іманол Мартін, Альваро Кампа |
| Podiatrist                       | Сержіо Більбао                                            |
| Адміністратор                    | Чечу Ґаллего, Джон Ескалса , Ікер Лопес                   |